# Vuolusrivier
Vuolusrivier (Zweeds: Vuolusjåkka of Vuolusjohka) is een rivier die stroomt in de Zweedse  gemeente Kiruna. De rivier stroomt door zowel het Noordelijke Vuolusmeer als het Zuidelijke Vuolusmeer. Ze is inclusief bronrivier Reasskarivier 35,970 kilometer lang.
Afwatering: Vuolusrivier → Kallomeer → Torne → Botnische Golf